# توم ميلر (لاعب كرة قدم أمريكية)
توم ميلر (بالإنجليزية: Tom Miller)‏ هو لاعب كرة قدم أمريكية أمريكي، ولد في 22 مايو 1918 في ميلتون في الولايات المتحدة، وتوفي في 2 ديسمبر 2005.